# Siergiej Rostowcew
Siergiej Rostowcew (ros. Сергей Ростовцев; ur. 2 czerwca 1997 w Tule) – rosyjski kolarz torowy i szosowy, brązowy medalista mistrzostw świata.

## Kariera
Pierwszy medal w karierze zdobył w 2014 roku, kiedy zwyciężył w scratchu na mistrzostwach świata juniorów w Gwangmyeong. Na rozgrywanych rok później mistrzostwach Europy juniorów w Atenach zwyciężył w drużynowym wyścigu na dochodzenie, a w omnium był trzeci. W tym samym roku zdobył brązowy medal w drużynowym wyścigu na dochodzenie na mistrzostwach świata juniorów w Astanie. W 2016 roku wywalczył złoto w madisonie na mistrzostwach Europy U-23 w Montichiari, rok później w tej samej konkurencji w Sangalhos był drugi, a na mistrzostwach Europy U-23 w Aigle w 2018 roku był trzeci w omnium. Na mistrzostwach Europy w Płowdiwie (2020) zdobył brązowy medal w wyścigu eliminacyjnym. Wynik ten powtórzył podczas mistrzostw świata w Roubaix (2021), gdzie wyprzedzili go tylko Włoch Elia Viviani i Iúri Leitão z Portugalii. W tym samym roku zdobył złoty medal w wyścigu eliminacyjnym na mistrzostwach Europy w Grenchen.